# Sanquhar
Sanquhar (An t-Seann Chathair en gaélique (gd) ; Sanchar en scots (sco)) est une ville et ancien burgh royal d'Écosse, située dans la région du Dumfries and Galloway, à 45 kilomètres au nord-ouest de Dumfries. Elle se trouve sur les bords de la rivière Nith.
La ville est célèbre pour posséder le plus ancien bureau de poste au monde encore en activité, depuis 1712, et pour les ruines de son château, le Château de Sanquhar.

## Histoire
Le 22 juin 1680, Sanquhar fut le lieu d'une prise de position célèbre de Richard Cameron et de son frère Michael, dans laquelle ils annoncèrent renoncer à leur allégeance à Charles II d'Écosse et au gouvernement écossais, au nom d'un « véritable protestantisme et presbytérianisme », dans le cadre du mouvement Covenantaire. Cette prise de position est connue sous le nom de Déclaration de Sanquhar.
L'une des activités historiquement importantes dans l'histoire de la ville est le commerce de la laine. 

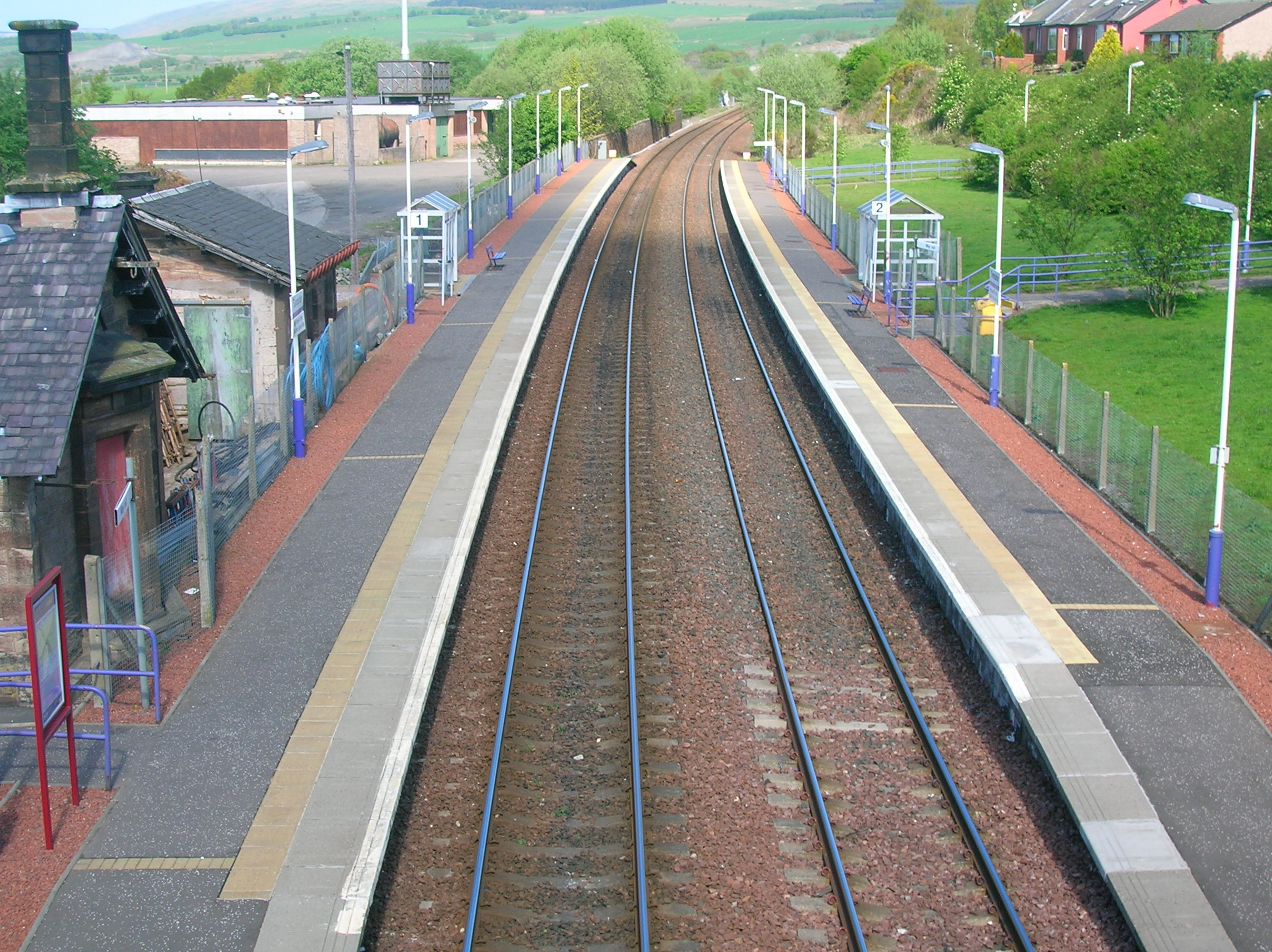
La gare de Sanquhar.

## Sports
La ville a abrité le club de football de Nithsdale Wanderers, qui a évolué en Scottish Football League de 1923 à 1927, champion de Division 3 en 1925.